# (3775) Ellenbeth
(3775) Ellenbeth (1931 TC4) – planetoida z grupy pasa głównego asteroid okrążająca Słońce w ciągu 4,66 lat w średniej odległości 2,79 j.a. Odkrył ją Clyde Tombaugh 6 października 1931 roku.